# ヒカルの碁 平安幻想異聞録
ヒカルの碁 平安幻想異聞録（ヒカルのご へいあんげんそういぶんろく）は、2002年5月30日にコナミより発売されたPlayStation用のゲームソフト。

## 解説
囲碁漫画『ヒカルの碁』を原作としたキャラクターゲーム。内容は完全にゲームオリジナルで、平安時代を舞台に、都にはびこる妖怪と囲碁で戦い退治する和風ファンタジー外伝である。佐為以外の原作キャラクターはよく似た別人として登場する。
ストーリーモードでは盤の小さな9路盤で戦う。ヒントモードもあるので、囲碁の知識がないプレイヤーでも十分クリアは可能。33人のキャラクターと自由に対局できるフリー対局モードでは9路、13路、19路盤が選択可能。

## 物語
都には最近妖しが出没する。藤原行洋の命を受け、近衛光は天才棋士藤原佐為を迎えに行く。内裏を訪れた佐為に、行洋は「陰陽師の賀茂明と共に都にはびこる妖しを退治せよ」と命じる。こうして光・佐為・明の妖怪退治が始まる。

## 登場人物

### 主要人物
藤原佐為（ふじわらの さい）
声優：千葉進歩
本作の主人公。
都では1番強い棋士であり、普段は町民に指導碁をしている。妖怪退治には囲碁の力が必要となり内裏に出入りできるようになった。
原作同様、光とは息が合うコンビ。
近衛光（このえの ひかる）
原作：進藤ヒカル、声優：川上とも子
原作の主人公で、本作でも実質の主人公。
昔の警察である検非違使。今まであまり外に出なかった佐為の護衛役となる。
碁は素人だったが佐為に習い始める。その素質は未知数。
賀茂明（かもの あきら）
原作：塔矢アキラ、声優：小林沙苗
都では有名で帝からの信頼も厚い陰陽師。
光・佐為と共に妖怪退治に命じられ、お札などを使い佐為をサポートする。
幼い頃から陰陽師として育てられ友達がいなかったが、イベント「明の事情」をクリアすると光と友人関係が芽生える。
藤原行洋（ふじわらの こうよう）
原作：塔矢行洋、声優：津田英三
朝廷を二分する力を持つ大貴族。
妖怪を倒すため佐為・明・光を内裏に呼んだ。原作では明の父親だが本作では佐為の父親である。
緒方通匡（おがたの みちまさ）
原作：緒方精次、声優：藤原啓治
行洋派の中でもトップクラスの力を持つ中堅貴族。自宅で「お花見」ができるほどの力を持つ。
座間長房（ざまの ながふさ）
原作：座間、声優：石住昭彦
行洋派と対立する座間派のボス。行洋と同じぐらいの力を持つ。
イヤミな性格であり、佐為や光にイヤミを言ってくる。終盤からは佐為を陥れる罠をしかける。
菅原顕忠（すがはらの あきただ）
声優：星野充昭
倉田益隆（くらたの ますたか）
原作：倉田厚、声優：岩田光央
座間派の陰陽師。座間派だが別に光たちの邪魔をするわけではなく、光たちとも仲が良い。
陰陽師としての実力は明と対等。

### 妖し
京の妖し（きょうの あやかし）
声優：納谷六朗
青龍（せいりゅう）
声優：楠見尚己
- 鬼（おに）
- 牛鬼（うしおに）

白虎（びゃっこ）
声優：北川勝博
- 狐（きつね）
- 人魚（にんぎょ）

朱雀（すざく）
声優：廣田行生
- 鵺（ぬえ）
- 河童（かっぱ）

玄武（げんぶ）
声優：吉野裕行

### 光の友人
伊角信輔（いすみの のぶすけ）
原作：伊角慎一郎、声優：鈴村健一
下級貴族。緒方から行洋派閥にスカウトされるほどの実力がある（何の実力かは不明）。
平民と貴族の差を目の当たりにし悩む日々が続く。
原作同様和谷と仲が良い。
和谷助秀（わやの すけひで）
原作：和谷義高、声優：高木礼子
加賀諸純（かがの もろずみ）
原作：加賀鉄男、声優：伊藤健太郎
筒井公任（つついの きんとう）
原作：筒井公宏、声優：津村まこと
三谷基頼（みたにの もとより）
原作：三谷祐輝、声優：浅川悠
あかりの君（あかりのきみ）
原作：藤崎あかり、声優：かかずゆみ
なせの君（なせのきみ）
原作：奈瀬明日美、声優：榎本温子
かねこの君（かねこのきみ）
原作：金子正子、声優：ゆきじ

### ED曲
- 『Love of a Life time』（歌：新谷さなえ）